# Pont-l’Évêque (Calvados)
Pont-l'Évêque er en kommune i Calvados departmentet i Basse-Normandie regionen i det nordlige Frankrig. Byen har givet navn til en ostetype.

## Geografi
Touques-floden løber gennem byen.

## Personligheder
Pont-l'Évêque var fødested for:
- Roger de Pont L'Evêque (ca. 1115-1181), ærkediakon af Canterbury, og senere ærkebiskop York
- Jacques Guillaume Thouret (1746-1794), revolutionær, advokat, præsident for den grundlovgivende forsamling

- Wikimedia Commons har flere filer relateret til Pont-l'Évêque, Calvados

- Wikimedia Commons har flere filer relateret til Pont-l’Évêque (Calvados)